# Villa Villacolle
Villa Villacolle (in svedese Villa Villekulla) è nella finzione narrativa di Astrid Lindgren la casa in cui abita Pippi Calzelunghe, protagonista delle omonime opere da lei create. La casa utilizzata per la serie televisiva e per i film si trovava nei pressi di un poligono di tiro del reggimento di Gotland a sud di Visby, e fungeva da abitazione per il gestore, mentre gli interni vennero girati in studio. La casa venne in seguito spostata nel parco tematico di Kneippbyn a Vibble, dove è meta di molti turisti.

## La residenza nell'opera
Nell'abitazione vivono la protagonista Pippi con i suoi animali – ossia il cavallo Zietto e il Signor Nilsson, la scimmietta; molti altri personaggi la visiteranno nel corso delle storie.
Dispone di un grande giardino, una veranda, dove spesso va Zietto, una cucina con una grande tavola, un salotto, un letto dove dorme Pippi ed anche una grande soffitta.